# Комбри
Комбри (фр. Combrit) је насељено место у Француској у региону Бретања, у департману Финистер.
По подацима из 2011. године у општини је живело 3620 становника, а густина насељености је износила 150,02 становника/km².

## Демографија
| 1962. | 1968. | 1975. | 1982. | 1990. | 2011. |
| ----- | ----- | ----- | ----- | ----- | ----- |
| 2.262 | 2.233 | 2.302 | 2.495 | 2.673 | 3.620 |

## Партнерски градови
- Графенхаузен